# Anthaster valvulatus
Anthaster valvulatus е вид морска звезда от разред Valvatida, семейство Oreasteridae. Видът е ендемичен в Австралия.
Тя умее да регенерира изгубени или повредени части на тялото си.